# Ceratophyllus wui
Ceratophyllus wui är en loppart som beskrevs av Wang et Liu 1996. Ceratophyllus wui ingår i släktet Ceratophyllus och familjen fågelloppor. Inga underarter finns listade i Catalogue of Life.